# Venerdì (Articolo 31)
Venerdì è un singolo del gruppo musicale italiano Articolo 31, pubblicato nel 1998 dalla Best Sound. È il quarto estratto dall'album Nessuno. Il singolo comprende anche la versione album (senza la parte finale parlata) del secondo singolo estratto, La rinascita, e due canzoni live.

## Tracce
33 giri
- Lato A

1. Venerdì – 4:38
2. La rinascita – 5:00

- Lato B

1. Un urlo (live) – 4:05
2. Tranqi Funky (live) – 3:51

CD
1. Venerdì – 4:38
2. La rinascita – 5:00
3. Un urlo (live) – 4:05
4. Tranqi Funky (live) – 3:51